# Giovanni Francesco Mocenigo
Giovanni Francesco Mocenigo (* 5. Juli 1558 in Venedig; † 6. April 1607 ebenda) entstammte der berühmten venezianischen Patrizierfamilie Mocenigo, die sieben Dogen stellte. Auf venetisch wurde er auch Zuane Mocenigo genannt.
Er ging in die Geschichte ein als derjenige, der Giordano Bruno 1591 nach Venedig einlud und in seinem Palast aufnahm, ihn aber wenige Wochen später bei der Inquisition denunzierte. Er brachte damit Venedig in politische Schwierigkeiten und gab den Anlass für den langwierigen Prozess, der mit Brunos Tod auf dem Scheiterhaufen am 17. Februar 1600 in Rom endete.

## Leben
Giovanni Francesco Mocenigo wurde im Palazzo Mocenigo als jüngstes von sechs Kindern geboren. Sein Vater Antonio di Pietro Mocenigo wurde in seiner langen politischen Karriere mehrmals in den Senat und in den Rat der Zehn berufen. Auch seine Brüder Pietro Giuseppe (1548–1620) und Leonardo (1551–1627) bekleideten in der Republik Venedig wichtige Ämter bis hin zum Senat und dem Rat der Zehn.
Über Giovanni Francescos Ausbildung ist nichts bekannt. Er interessierte sich für Literatur, Geschichte und Architektur. 1583 heiratete er Cecilia di Sebastiano Nani, aus der Ehe gingen zehn Kinder hervor. Im gleichen Jahr begann er eine politische Karriere im saviato agli ordini (Behörde für maritime Angelegenheiten).
Der Aufruhr, den die Denunziation und der Prozess gegen Giordano Bruno verursachten, bedeutete das Ende für Mocenigos politische Ambitionen. Seine Brüder schlugen ihn immer wieder für politische Ämter vor, aber er bekam nie mehr die erforderliche Zahl der Stimmen.
„Mocenigos Anzeige bei der Inquisition ist als feiger Anschlag gegen Glaubens- und Gedankenfreiheit in das Gedächtnis Europas eingegangen. … Für Historiker im Zeitalter der Aufklärung war er der heimtückische Frömmler schlechthin.“:252

## Denunziation Giordano Brunos
Im Frühjahr 1591 übergab Mocenigo seinem Buchhändler Giovanni Battista Ciotti, der zur Frankfurter Buchmesse reiste, zwei Briefe an Giordano Bruno, in denen er ihn nach Venedig einlud und gute Entlohnung versprach, wenn er ihn die Kunst des Gedächtnisses und der Erfindung lehren würde.:694 Im August 1591 traf Bruno in Venedig ein, bemühte sich zunächst um eine Professur für Mathematik in Padua, die aber an Galileo Galilei ging, nahm im März 1592 Wohnung im Palazzo Mocenigo Ca’ Vecchia und unterrichtete seinen Gastgeber.
Im Mai 1592 kündigte Bruno seine Abreise nach Frankfurt an. Mocenigo drohte, er werde Mittel und Wege finden, die Abreise zu verhindern. Als Bruno am Abend des 22. Mai dennoch Reisevorbereitungen traf, drang Mocenigo mit einigen Gondilieri in Brunos Zimmer ein und ließ ihn in eine Dachkammer sperren. Am nächsten Tag schrieb er einen Brief an die Inquisition und beschuldigte Bruno, die Religion zu verachten, die Dreifaltigkeit und die Jungfräulichkeit Marias zu leugnen, gotteslästerliche Ansichten über Christus zu vertreten, nicht an die Transsubstantiation zu glauben, zu behaupten, die Welt sei ewig und es gebe unendlich viele Welten, an die Seelenwanderung zu glauben sowie die Kunst der Wahrsagerei und der Magie zu praktizieren. Den Buchhändler Ciotti und den angesehenen Historiker Andrea Morosini zog er in den Prozess hinein, indem er sie als Zeugen angab. Am Abend des 23. Mai wurde Giordano Bruno im Palazzo Mocenigo verhaftet. Am 25. und 29. Mai reichte Mocenigo zwei weitere Anklageschreiben ein – letzteres angeblich auf Drängen des venezianischen Inquisitors.:248–252, 266
Mocenigos Standesgenossen verachteten sein Vorgehen. Venedig war auf gedeihliche Handelsbeziehungen angewiesen, mit protestantischen wie auch mit orthodoxen Geschäftspartnern. Da gefährdeten übereifrige Glaubenswächter die Interessen des Staates. Als am 12. September 1592 Giulio Antonio Santorio, Großinquisitor  der Römischen Inquisition, die Überstellung Brunos nach Rom verlangte, entschieden Doge, Kleiner Rat und Senat gegen seine Auslieferung: „Weil diese Überstellung … der Autorität des venezianischen Inquisitionsgerichtes schweren Abbruch tun, für alle Zeiten ein schlechtes Beispiel geben und unseren Untertanen schweren Schaden zufügen würde.“:282 Aber am Ende musste Venedig dem massiven Druck Roms nachgeben, am 7. Januar 1593 beschloss der Senat die Auslieferung – nicht ohne Gegenstimmen.